# Trilhos Independentes
Trilhos Independentes é um filme brasileiro, dos gêneros drama e documentário, escrito e dirigido por Lucas Estevan Soares.

## Sinopse
Em 2011 Lucas Estevan Soares, um cineasta de 21 anos, decidiu embarcar na viagem mais louca da sua vida. Sozinho, com pouco dinheiro e apenas uma câmera,[carece de fontes?] ele viajou por 27 países capturando momentos e criando histórias. A iniciativa transformou-se na mostra de 7 curtas-metragens intitulada Trilhos Independentes. Ela recebeu convites para ser exibida em festivais de cinema, universidades e circuitos alternativos da Europa, África e América Latina, onde Lucas teve a oportunidade de compartilhar seus filmes e trocar experiências ligadas ao cinema independente.

## Produção
O projeto Trilhos Independentes, no início chamado de projeto De Cabeça no Mundo, foi produzido e lançado no primeiro semestre de 2012 por Lucas Estevan Soares através da LS Filmes, sua produtora de audiovisual que em outubro do mesmo ano tornou-se a International House of Cinema (IHC).
Financiado com recursos próprios, ele foi montado com a junção de 7 dos 10 filmes realizados por Lucas em diversos países entre 2010 e 2011 (Ausência de Nós, The Airport Date, Passaporte dos Sonhos, Ends Meat, De um Novo Fernando para o Brasil, Alegorias de Nós e Bojou). Cada uma dessas obras foi incorporada como parte de Trilhos Independentes.

## Lançamento
Trilhos Independentes foi exibido e debatido ao longo de 2012 e 2013 nos eventos abaixo:
- Palm Springs Film Festival 2012 (Los Angeles, EUA).
- Arouca Film Festival 2012 (Arouca, Portugal).[6]
- Cinemateca de Curitiba 2012 (Curitiba, Brasil).[7]
- Festival Curta Iguaçu 2012 (Foz do Iguaçu, Brasil).[8]
- UNILA 2012 (Foz do Iguaçu, Brasil).
- Sala Experimenta e Universidade PUC 2013 (Santiago, Chile).
- 8a Bienal da UNE 2013 (Pernambuco, Brasil).
- CCBB - Mostra do Filme Livre 2013 (Rio de Janeiro, Brasil).[4]
- Cine Teatro 2013 (Torres-Vedras, Portugal).[9]
- L'Atelier Jaune 2013 (Clermont-Ferrand, França).
- Festival Très Courts 2013 (Baia Mare, Romênia).[10]
- The Book Cafe 2013 (Harare, Zimbábue).
- Universidade do Zimbábue 2013 (Harare, Zimbábue).
- Festival de Vídeo Jujuy 2013 (Jujuy, Argentina).

## Curtas-metragens
Todos os curtas-metragens de Trilhos Independentes foram roteirizados e dirigidos por Lucas Estevan Soares e lançados em 2012.
| # | Título                                                            | Tipo             | Gênero       | Idioma                                       | Filmagens                       | Elenco |
| --- | ----------------------------------------------------------------- | ---------------- | ------------ | -------------------------------------------- | ------------------------------- | --- |
| 1 | Ausência de Nós / Absence of Us                                   | "Curta-metragem" | Drama        | Português                                    | Rio de Janeiro, Brasil (2010)   | Marcelo Cavalcanti, Louise D’Tuani |
| A busca incessante por perguntas sem respostas pode gerar consequências graves, principalmente para pessoas vulneráveis. A ausência do amor ou a dúvida existencial é capaz de tirar qualquer homem do controle.                                                                   |                                                                   |                  |              |                                              |                                 | |
| 2 | The Airport Date (título original: Terminal 2)                    | "Curta-metragem" | Drama        | Português                                    | Rio de Janeiro, Brasil (2010)   | Roberto Birindelli, Giordanna Forte |
| Um atraso imprevisto gera um encontro inesperado. Dois estranhos compartilham um breve instante e talvez algo mais ... |                                                                   |                  |              |                                              |                                 | |
| 3 | Passaporte dos Sonhos / Passports and Dreams                      | "Curta-metragem" | Drama        | Inglês, alemão, japonês, português, espanhol | Los Angeles, EUA (2011)         | Jochen Matschke, Max Dern, Camila Leccioli, Lucas Estevan Soares, Arisa Nanase, Winston Cardona, Dhyana Ibarra, Ibi Ibarra, Hiroki Ohori, Jeremy Hatcher, Jeff Grace |
| Passaporte dos Sonhos é um curta-metragem experimental que dialoga com a vida de artistas estrangeiros em Los Angeles. Pessoas do mundo inteiro concebem nessa cidade a possibilidade das oportunidades. Mas qual seria a verdadeira busca? A fama?                                |                                                                   |                  |              |                                              |                                 | |
| 4 | Ends Meat                                                         | "Curta-metragem" | Drama        | Tagalo,inglês                                | Manila, Filipinas (2011)        | Edgar Díaz |
| Desde 1995 foi decretado ilegal o consumo de carne canina na cidade de Manila, nas Filipinas. Porém, um homem precisa decidir entre o certo e o errado para sobreviver e poder sustentar sua família.                                                                              |                                                                   |                  |              |                                              |                                 | |
| 5 | De um Novo Fernando para o Brasil / From a New Fernando to Brazil | "Documentário"   | Documentário | Português                                    | Ilhas Phi Phi, Tailândia (2011) | Fernando Renny de Oliveira |
| Filmado em 2011 nas Ilhas Phi Phi (Tailândia), este documentário fala sobre a vida de Fernando Renny de Oliveira. Um cara que fez o que todo mundo sonha em fazer, mas nunca tem a coragem. Ele deixou seu emprego de “9 às 17” para viajar sozinho pelo mundo fazendo artesanato. |                                                                   |                  |              |                                              |                                 | |
| 6 | Alegorias de Nós / Allegories of Us                               | "Curta-metragem" | Drama        | Inglês                                       | Melbourne, Austrália (2011)     | Lucas Estevan Soares |
| Alegorias de Nós apresenta metáforas de emoções humanas utilizando alegorias. A técnica de atuação baseada em máscaras balinesas complementa a performance e a narrativa. |                                                                   |                  |              |                                              |                                 | |
| 7 | Bojou                                                             | "Curta-metragem" | Drama        | Japonês                                      | Nagoia, Japão (2011)            | Eiji Leon Lee, Arisa Nanase |
| Bojou, que em japonês significa amor, é um curta-metragem produzido e gravado em 2011 na cidade de Nagoia. A história fala de um casal que, mesmo depois da morte, manteve seu amor vivo, como se a onda do mar conduzisse aquele amor eternamente.                                |                                                                   |                  |              |                                              |                                 | |